# Свислач (Гродњенска област)
Свислач или Свислоч (блр. Свіслач; рус. Свислочь; пољ. Świsłocz) град је у југозападном делу Републике Белорусије. Административни је центар Свислачког рејона Гродњенске области.
Према подацима пописа становништва из 2009. у граду је живело 6.886 становника.

## Географија
Град се налази у југозападном делу Гродњенске области, на око 15 км источно од границе са Пољском и лежи на обалама рече Свислач која извире свега неколико километара јужније. Од административног центра области Гродна удаљен је око 82 км јужније, на око 30 км км ка североистоку је град Вавкависк.

## Историја
Свислач се убраја међу најстарија насељена места на подручју данашње Белорусије. Тачан датум оснивања града није познат, али први писани подаци о њему потичу из Ипатевских летописа из 1256. и у то време насеље (и цела област) је било насељено разним балтичким и словенским племенима.
Године 1560. у насељу је отворена прва школа која је радила у оквиру калвинистичког манастира.
Административно је уређен као град 2000. године.

## Демографија
Према резултатима пописа из 2009. у граду је живело 6.886 становника.
| 1959. | 1970. | 1979. | 1989. | 2009. |
| ----- | ----- | ----- | ----- | ----- |
| 2.411 | 4.172 | 5.851 | 8.017 | 6.886 |